# James Arness
James Arness est un acteur et producteur américain né le 26 mai 1923 à Minneapolis, Minnesota (États-Unis) et mort le 3 juin 2011 à Los Angeles, en Californie. Il est le frère aîné de l'acteur Peter Graves.

## Biographie
James Arness (que l'on retrouve également sous le pseudonyme de Jim
Arness sur ses premiers films mais est né James King Aurness), fut envoyé à la guerre en Europe, après ses
études. Il fut grièvement blessé à Anzio en Italie, il y fut décoré après ses actes de bravoure lors du débarquement. À l’université il était membre de la Beta Theta Pi Fraternity.
En 1945, de retour aux États-Unis, il travaille dans une radio locale, comme annonceur publicitaire. Il se rend à Los Angeles, où son physique lui permit de décrocher un rôle de figurant, dans le film Ma femme est un grand homme (1947), dans lequel Loretta Young remporta un Oscar. Partiellement remarqué, il se produit dans trois autres compositions, Bastogne (1949), Le Convoi des braves (1950), et Sierra (1950). Cette année-là (1950), ce devait être également ses débuts dans les films fantastiques, Two Lost World, style dans lequel il reviendra. James Arness sera le jeune accusé de meurtre, dans Le peuple accuse O'Hara (1951), où il est défendu par Spencer Tracy. Début à la télévision en 1950 dans la série The Lone Ranger.
Revenant sur le fantastique, il constituera, carrure oblige car il mesurait 2,01m de hauteur, le monstre dans La Chose d'un autre monde (1951), un des meilleurs films noir et blanc sur le sujet. Sa signature avec Bat Jack (la compagnie de production de John Wayne) lui permit de jouer avec ce dernier dans plusieurs films d'aventure (Hondo, l'homme du désert (1953), Aventure dans le Grand Nord (1953), Le Renard des océans (1955). Auparavant, pour la même compagnie de production, il incarne un enquêteur d'une commission, dans Big Jim McLain (1952).
Si les westerns lui convenaient le mieux, Le Traître du Texas (1952), L'Homme à la carabine (1952), etc., c'est encore dans la science fiction, Des monstres attaquent la ville (1954), et dans le rôle d'un agent du F.B.I., qu'il est à nouveau remarqué. John Wayne, refusant d'endosser la tenue du Marshall Matt Dillon, pour Gunsmoke, suggéra James Arness, qui fut pris. La série dura vingt années, durant lesquelles James Arness ne fit quasiment plus rien d'autre sur le plan professionnel, tant il fut accaparé par ce rôle. Nommé à trois reprises aux Emmy Awards, il persévérera au petit écran, son ultime film, à seulement trente-trois ans, fut The First Traveling Saleslady, (1956). Il ne tournera plus ensuite que des téléfilms et des séries. À l'arrêt de Gunsmoke il apparaît dans d'autres séries
policières. En 1981, il est le héros de La Loi selon McClain.
James Arness, que l'on retrouve également dans la série La Conquête de l'Ouest, vit à Brentwood en Californie avec sa femme Janet, où il a rédigé et publié ses mémoires.
James Arness fut marié avec Virginia Chapman de 1948 à 1960, ils ont eu 2 garçons, Craig et Rolf, ainsi qu'une fille Jenny. Cette dernière décéda d'une overdose en 1975 à l'âge de 25 ans. Il se remaria en 1978 avec Janet Surtrees.

## Filmographie

### Comme acteur

#### Cinéma
- 1947 : Ma femme est un grand homme (The Farmer's Daughter), de H. C. Potter : Peter Holstrom
- 1947 : Roses Are Red de James Tinling : Ray
- 1949 : Bastogne (Battleground), de William A. Wellman : Pvt. Garby
- 1950 : Le Convoi des braves (Wagon Master), de John Ford : Floyd Clegg
- 1950 : Stars in My Crown, de Jacques Tourneur : Rolfe Isbell
- 1950 : Sierra d'Alfred E. Green : Little Sam
- 1950 : Dangereuse Mission (Wyoming Mail) de Reginald Le Borg : Russell
- 1951 : Two Lost Worlds (en) de Norman Dawn : Kirk Hamilton
- 1951 : La Belle du Montana (Belle Le Grand) d'Allan Dwan : Belle admirer at fire
- 1951 : La Chose d'un autre monde (The Thing from Another World), de Christian Nyby : La Chose
- 1951 : Cavalry Scout (it) de Lesley Selander : Barth
- 1951 : Iron Man de Joseph Pevney : Alex Mallick
- 1951 : Le peuple accuse O'Hara (The People Against O'Hara) : John Fordman 'Johnny' O'Hara
- 1952 : La Jeune Fille en blanc (The Girl in White) de John Sturges : Matt
- 1952 : L'Homme à la carabine (Carbine Williams) : Leon Williams
- 1952 : Big Jim McLain : Mal Baxter
- 1952 : Hellgate de Charles Marquis Warren: George Redfield
- 1952 : Le Traître du Texas (Horizons West), de Budd Boetticher : Tiny McGilligan
- 1953 : Lone Hand : Gus Varden
- 1953 : Aventure dans le Grand Nord (Island in the Sky) : Mac McMullen, pilot
- 1953 : Le Prince de Bagdad (The Veils of Bagdad) de George Sherman : Targut
- 1953 : Hondo, l'homme du désert (Hondo) : Lennie, Army Indian Scout
- 1954 : Des monstres attaquent la ville (Them!) : Robert Graham
- 1954 : Les Fils de Mademoiselle (Her Twelve Men) : Ralph Munsey
- 1955 : L'Aventure fantastique (Many Rivers to Cross) de Roy Rowland : Esau Hamilton
- 1955 : Le Renard des océans (The Sea Chase) : Schlieter
- 1956 : La Femme du hasard (Flame of the Islands) : Kelly Rand
- 1956 : La VRP de choc (The First Traveling Saleslady) : Joel Kingdom
- 1956 : Légitime Défense (Gun the Man Down) d'Andrew McLaglen : Rem Anderson
- 1959 : Ne tirez pas sur le bandit (Alias Jesse James) : Marshal Matt Dillon

#### Télévision
- 1955 - 1975 : Gunsmoke : Marshal Matt Dillon
- 1976 - 1978 : La Conquête de l'Ouest (The Macahans) : Zeb Macahan
- 1981 : La Loi selon McClain (McClain's Law) (série) : Det. Jim McClain
- 1987 : The Alamo: Thirteen Days to Glory (en) : Jim Bowie
- 1987 : La Vengeance du forçat (en) (Gunsmoke: Return to Dodge) : Matt Dillon
- 1988 : La Rivière rouge (Red River) : Thomas Dunson
- 1990 : Gunsmoke: The Last Apache : Matt Dillon
- 1992 : Gunsmoke: To the Last Man : Matt Dillon
- 1993 : Gunsmoke: The Long Ride (en) : Matt Dillon
- 1994 : Gunsmoke: One Man's Justice : Matt Dillon

### Comme producteur
Télévision
- 1993 : Gunsmoke: The Long Ride (en)
- 1994 : Gunsmoke: One Man's Justice